# Igreja Presbiteriana na Coreia (KoRyu)
Para outras denominações que usaram o mesmo nome veja Igreja Presbiteriana na Coreia (KoRyu) (desambiguação)
A Igreja Presbiteriana na Coreia (Goveo, Koryo ou KoRyu) - em coreano 대한예수교장로회(고려) - é uma denominação reformada, formada na Coreia do Sul em 1992, por grupo dissidente da Igreja Presbiteriana na Coreia (Kosin). Originalmente, a denominação se chamava Igreja Presbiteriana na Coreia (KoRyuGaeHyuk) - 대한예수교장로회 (고려개혁). Todavia, depois que a Igreja Presbiteriana na Coreia (KoRyu) (1976-2015) foi reabsorvida pela Igreja Presbiteriana na Coreia (Kosin), a Igreja KoRyuGaeHyuk passou a usar o nome KoRyu.
Em 2019, a denominação votou por absorver a Igreja Presbiteriana na Coreia (KoRyu) - Presbitério do Sul de Seul - que na época havia adotado nome "Igreja Presbiteriana na Coreia (KoRyuGaeHyuk)". Assim, a denominação menor tornou-se um presbitério desta denominação.
A denominação é membro do Concílio de Igrejas Presbiterianas na Coreia.